# ネガティウィクテス綱
ネガティウィクテス綱（Negativicutes）は、偏性嫌気性グラム陰性の細菌である。
ネガティウィクテス綱は2010年に提唱された綱で、2018年8月現在、3目4科32属を含む。主に動物の消化器官から発見され、全種が従属栄養性の偏性嫌気性で、グラム陰性、一部の種は芽胞形成能力を持つ。系統的にはクロストリジウム綱に近いグループである。
ネガティウィクテス綱はグラム陰性でリポ多糖より構成される外膜を保有（二重膜細菌：以下DD細菌）するが、これはグラム陽性で外膜を欠く細菌グループ（単膜細菌：以下MD細菌）であるフィルミクテス門の中ではかなり例外的である。学名はこれに因んでおり、ラテン語のnegativus（ネガーティーウス;否定的な、陰性の）とcutis（クティス;皮膚/複数形cutes）の合成語である。
同様にMD細菌からDD細菌に進化した例として、同じフィルミクテス門に属すハラナエロビウム目や放線菌門に属すコリネバクテリウム目があるが、ネガティウィクテス綱を含めて何れも典型的なDD細菌であるプロテオバクテリアとは外膜の構造が異なる。このうちネガティウィクテス綱はプロテオバクテリアから外膜形成に必要な遺伝子を水平伝播により取得したと考えられている。逆に、フィルミクテス門の祖先はDD細菌で、複数系統で外膜の喪失が起こったとする説もある。